# Langenbach (Steinbach)
Der Langenbach, franz. Ruisseau le Langenbach, ist ein 2,6 km langer linker Zufluss des Steinbaches im Elsass.

## Verlauf
Der Langenbach entspringt auf einer Höhe von etwa 287 m im Wasgau nördlich vom Armersberg direkt an der deutsch-französischen Grenze. Er fließt am Nordosthang des Armersberges knapp 700 m an der Grenze entlang, wird dann zu dem kleinen Kindelsweiher gestaut und wechselt gleich darauf nach Frankreich über. Er fließt nun südwärts durch die Forêt domaniale de Steinbach links an den Wasigenstein vorbei und dann am westlichen Fuß des Goetzenberges entlang. Auf der anderen Seite steht nicht weit vom Bach entfernt die Ruines de Arnsbourg. Der Langenbach bewegt sich nun durch eine Grünzone, verschwindet nördlich der Rue Principale (D3) in den Untergrund und mündet schließlich östlich von Obersteinbach unterirdische verrohrt auf einer Höhe von 236 m in den Steinbach.